# Alison Pill
Alison Pill (* 27. listopadu 1985 Toronto, Ontario, Kanada) je kanadská herečka.
Herectví se věnuje již od dětství, v televizi debutovala roku 1997 ve věku 12 let v epizodní roli v seriálu The New Ghostwriter Mysteries. O dva roky později se poprvé objevila ve filmu, ve snímku The Life Before This. Působila v animovaných televizních seriálech Anatole (1998) a Redwall (1999), významné role ztvárnila v seriálech The Book of Daniel (2006), V odborné péči (2009), Newsroom (2012–2014), The Family (2016), American Horror Story (7. řada Cult, 2017) a Star Trek: Picard (od 2020). Představila se také v různých filmech, např. Zpověď královny střední školy (2004), Můj miláček ráže 6,65 (2005), Milk (2008), Půlnoc v Paříži (2011), Do Říma s láskou (2012), Ledová archa (2013), Ave, Caesar! (2016), Případ Sloane (2016), Ideal Home (2018) či Vice (2018). Věnuje se rovněž divadlu, za svůj výkon ve hře The Lieutenant of Inishmore od Martina McDonagha (divadlo Lyceum Theatre na Broadwayi, 2006) byla nominovaná na cenu Tony.
V roce 2015 se vdala za herce, scenáristu a režiséra Joshuu Leonarda.